# Drepanolejeunea sabaliana
Drepanolejeunea sabaliana là một loài Rêu trong họ Lejeuneaceae. Loài này được R.M. Schust. mô tả khoa học đầu tiên năm 1967.